# Sky Eats Airplane
Sky Eats Airplane (SEA) var ett nintendocore-/post-hardcoreband, bildat 2005.
Medlemmarna började i två separata band, Backseat Driver som Brack Cantrell spelade i och Our First Fall, som Lee Duck hade bildat. Fast Backseat Driver höll inte länge och fick snart lägga ner på grund av problem med bandmedlemmar, Our First Fall drog dock fortfarande en hel del människor till sina spelningar.
Our First Fall väntade inte länga och tog sin chans att låta Brack Cantrell spela gitarr i bandet. Lee och Brack funkade väldigt bra tillsammans, och använde både gamla och nya sätt att göra musik med. På den vägen kom de också in på att experimentera med elektroniska musikprogram. De bestämde sig för att försöka sig på något nytt och började spela en mix av elektronisk musik och hardcore. Sky Eats Airplane föddes 2005.
Bandet blev en stor onlinesuccé.[källa behövs] Under tre hela månader jobbade duon på sitt självproducerade album vid namn “Everything Perfect on the Wrong Day” (nio låtar). Albumet producerades och spelades in enbart av Brack och Lee. Den 15 juli 2006 höll de sitt realeseparty och drog dit cirka 125 människor till en liveshow. Hösten 2006 lämnade Brack Cantrell bandet för att spela mer lugnare och poppigare musik. Lee började söka efter en passande vokalist för bandet, efter 2 månaders sökande blev Jerry Roush bandets nya vokalist. Efter det började också Zack Ordway, Johno Erickson, och Kenny Schick spela i bandet. Sky Eats Airplane är idag ett femmannaband med två gitarrister, en basist, en trummis och en vokalist.

## Medlemmar
- Jerry Roush - sång
- Lee Duck - gitarr
- Johno Erickson - bas
- Zack Ordway - gitarr
- Travis Orbin - trummor